# Hymenophyllum abruptum
Hymenophyllum abruptum är en hinnbräkenväxtart som beskrevs av William Jackson Hooker. Hymenophyllum abruptum ingår i släktet Hymenophyllum och familjen Hymenophyllaceae. Inga underarter finns listade.